# Terry Tyler
Terry Christopher Tyler (Detroit, 30 ottobre 1956) è un ex cestista e allenatore di pallacanestro statunitense, professionista nella NBA e in Italia.

## Carriera
Venne selezionato dai Detroit Pistons al secondo giro del Draft NBA 1978 (23ª scelta assoluta).

## Statistiche

### NBA

#### Regular Season
| Anno      | Squadra          | PG  | PT  | MP   | TC%  | 3P%  | TL%  | RP  | AP  | PRP | SP  | PP   |
| --------- | ---------------- | --- | --- | ---- | ---- | ---- | ---- | --- | --- | --- | --- | ---- |
| 1978-1979 | Detroit Pistons  | 82  | -   | 31,2 | 48,2 | -    | 65,8 | 7,9 | 1,1 | 1,3 | 2,5 | 12,9 |
| 1979-1980 | Detroit Pistons  | 82  | -   | 32,6 | 46,5 | 16,7 | 76,5 | 7,6 | 1,6 | 1,3 | 2,7 | 12,3 |
| 1980-1981 | Detroit Pistons  | 82  | -   | 31,1 | 53,2 | 0,0  | 59,2 | 6,9 | 1,7 | 1,4 | 2,2 | 13,4 |
| 1981-1982 | Detroit Pistons  | 82  | 0   | 24,3 | 52,3 | 25,0 | 74,0 | 6,0 | 1,5 | 0,9 | 2,0 | 9,9  |
| 1982-1983 | Detroit Pistons  | 82  | 56  | 31,0 | 47,8 | 13,3 | 74,5 | 6,6 | 1,9 | 1,3 | 2,0 | 12,1 |
| 1983-1984 | Detroit Pistons  | 82  | 7   | 19,5 | 45,3 | 15,4 | 71,2 | 3,5 | 0,9 | 0,8 | 0,7 | 8,8  |
| 1984-1985 | Detroit Pistons  | 82  | 53  | 24,4 | 49,4 | 0,0  | 71,6 | 5,2 | 0,8 | 0,6 | 1,1 | 11,6 |
| 1985-1986 | Sacramento Kings | 71  | 52  | 23,3 | 45,5 | 0,0  | 75,0 | 4,4 | 1,3 | 0,9 | 1,5 | 9,5  |
| 1986-1987 | Sacramento Kings | 82  | 48  | 23,5 | 49,5 | 33,3 | 72,1 | 4,0 | 0,9 | 0,7 | 1,0 | 9,3  |
| 1987-1988 | Sacramento Kings | 74  | 28  | 16,0 | 45,2 | 14,3 | 64,1 | 3,3 | 0,8 | 0,6 | 0,6 | 5,5  |
| 1988-1989 | Dallas Mavericks | 70  | 11  | 15,1 | 46,9 | 11,1 | 75,8 | 3,0 | 0,6 | 0,3 | 0,6 | 5,5  |
| Carriera  | Carriera         | 871 | 255 | 25,0 | 48,4 | -    | 70,3 | 5,4 | 1,2 | 0,9 | 1,5 | 10,2 |

#### Playoffs
| Anno     | Squadra          | PG | PT | MP   | TC%  | 3P% | TL%  | RP  | AP  | PRP | SP  | PP   |
| -------- | ---------------- | -- | -- | ---- | ---- | --- | ---- | --- | --- | --- | --- | ---- |
| 1984     | Detroit Pistons  | 5  | -  | 8,4  | 41,7 | -   | 55,6 | 1,4 | 0,2 | 0,0 | 0,6 | 5,0  |
| 1985     | Detroit Pistons  | 9  | 0  | 19,9 | 49,0 | 0,0 | 81,5 | 4,4 | 0,3 | 0,7 | 0,4 | 13,3 |
| 1986     | Sacramento Kings | 3  | 2  | 17,0 | 20,0 | -   | 100  | 2,7 | 1,3 | 0,7 | 1,0 | 2,7  |
| Carriera | Carriera         | 17 | 2  | 16,0 | 45,5 | 0,0 | 77,5 | 3,2 | 0,5 | 0,5 | 0,6 | 9,0  |

## Palmarès

### Giocatore
- NBA All-Rookie First Team (1979)
- Quarantanovesimo miglior stoppatore di sempre NBA